# Когтехвостые кенгуру
Когтехвостые кенгуру, или ногтехвостые кенгуру (лат. Onychogalea) — род сумчатых семейства кенгуровые (Macropodidae). Эндемики Австралии.

## Виды и распространение
В составе рода выделяются 3 вида:
- Короткокоготный кенгуру (Onychogalea frenata, syn. Onychogalea fraenata). Встречается на территории Национального парка Таунтон в центральной части Квинсленда[4].
- † Луннокоготный кенгуру (Onychogalea lunata). Обитал в западной и центральной частях Австралии примерно до 1950-х годов[5].
- Плоскокоготный кенгуру (Onychogalea unguifera). Широко распространён в северной части Австралии[6].

Изначальный ареал животных был значительно сокращён в результате вытеснения домашних скотом и распространения акклиматизированных лисиц.

## Описание
Когтехвостые кенгуру — мелкие животные. Длина тела от 430 до 700 мм, хвоста — 360—730 мм, масса — 4—9 кг. Мех мягкий, тонкий и шелковистый. Спина у плоскокоготного кенгуру желтовато-коричневого цвета, у других видов — серого цвета. На спине иногда имеются тёмные продольные штрихи или полоски, проходящие через глаз. Уши длинные. Носовое зеркало безволосое, малое по размерам. Хвост покрыт волосами, служит балансиром при прыжках и опорой при сидении. На конце хвоста имеется роговой коготь неизвестной функции.

## Образ жизни
Когтехвостые кенгуру ведут сумеречный и ночной образ жизни. День, как правило, проводят в норах, вырытых под кустами. Обитатели густых парковых лесов, саванн, степей.

## Питание
Когтехвостые кенгуру в основном питаются различной растительностью (корнями, надземными травянистыми растениями).

## Воспроизводство
Ведут одиночный образ жизни. В приплоде один детёныш, который появляется на свет в мае. Максимальная продолжительность жизни в неволе одного из экземпляров составила 7 лет и 4 месяца.